# Anna z Koldic
Anna z Koldic (ur. po 1353, zm. 1 lutego 1467) – czeska szlachcianka, córka Anny von Seida i Albrecht z Koldic, gubernatora: Górnych Łużyc, księstwa świdnicko-jaworskiego i księstwa wrocławskiego.
Po 1396 poślubiła Putę III z Czastolovic. Po śmierci męża w 1440 sprzedała majątek Hynkowi Krušinie z Lichtenburka, późniejszemu panu hrabstwa kłodzkiego (1440) i wyszła za niego.
Hynek swojej teściowej Annie oświęcimskiej dożywotnio przyznał prawo użytkowania Častolovic; przejął również długi Puty III i zobowiązał się ofiarować wiano trzem jego córkom: Annie, Katarzynie i Salomei.
Anna z Koldic z małżeństwa z Putą, miała trzy córki:
- Annę, która poślubiła Ulricha Zajíca z Hasenburga (1446)
- Katarzynę (zm. przed 1467), która poślubiła
  - Heralta II z Líśnićtí (1441/42),
  - Jana Zajíca z Hasenburga (1447)
- Salomeę z Czastolowic (zm. 1489), która poślubiła Wilhelma opawskiego (1442)[2].